# Nicolas Boyom-Edy
Pour les articles homonymes, voir Edy (homonymie).
Edy-Nicolas Boyom, né le 12 décembre 1988 à Batouri au Cameroun, est un footballeur camerounais évoluant au poste de défenseur central.

## Biographie
Il a évolué au Sable FC en ligue 1 camerounaise durant quatre saisons. En 2011, il signe dans le club angolais de Recreativo do Libolo après deux très belles saisons passées en Angola, Edy Boyom est pisté par plusieurs équipes portugaises. En janvier, il décide de rejoindre le club de Moreirense FC pour parapher un contrat de un an et demi ; après plusieurs problèmes liés à son transfert, Edy Boyom décide de retourner dans son club de Libolo, qui avait pour objectif de figurer parmi les huit meilleurs clubs d'Afrique. Grâce à son retour, le club de Libolo parvient à atteindre pour la première fois de son histoire la phase de groupe de la Ligue des Champions africaine.

## Clubs
- 2006 : Juvenil de Bafang (L2 / Cameroun) (20 matchs, 02 buts)
- 2007 à 2010 : Sable FC (L1 / Cameroun) (87 matchs, 05 buts)
- 2011 : Recreativo do Libolo (L1 / Angola) (27 matchs, 02 buts)
- 2012 : Recreativo do Libolo (L1 /Angola) (28 Matchs, 02 buts)
- 2013 : Moreirense FC (L1 /Portugal)

(---------)
- 2013 : Recreativo do Libolo (L1 Angola) (35 matchs)
- 2014 : Recreativo do Libolo (L1 /Angola) (24 Matchs, 05 buts)
- 2015 : Recreativo do Libolo (L1 /Angola) (22 matchs, 04 buts)
- 2016 : Recreativo do Libolo (L1 /Angola) (14 matchs, 02 buts)
- 2016 : Ael Limassol (L1/Chypre)
- 2016 : KS Luftëtari Gjirokastër (L1/Albanie)(20 matchs, 01 but)

## Palmarès
- 2 fois élu meilleur joueur du mois du championnat du Cameroun en 2010.
- A été convoqué pour les stages de détection des joueurs locaux par Paul Le Guen en avril 2010 et Javier Clemente en décembre 2010.
- Quatre fois Champions de football d'Angola : 2011, 2012, 2014 et 2015 avec Le Recreativo de Libolo.
- Deux supercoupes d'Angola : 2015 et 2016.

## Liens
- Article Afrique Football de Guillaume Ribeiro.